# Batagur słodkowodny
Batagur słodkowodny, batagur (Batagur baska) – gatunek żółwia skrytoszyjnego z rodziny batagurowatych (Geoemydidae).
Zasięg występowaniaZamieszkuje plamowo południową i południowo-wschodnią Azję: Mjanmę (rzeka Irawadi), Indie i Bangladesz. Populacje z Pakistanu i Tajlandii prawdopodobnie wymarły.
SystematykaW starszym ujęciu systematycznym zasięg gatunku rozciągał się dalej na południe aż po Sumatrę. W 2007 roku Praschag i inni w oparciu o badania genetyczne wykazali, że populacja Batagur baska składa się z dwóch odrębnych genetycznie gatunków; w 2008 roku w oparciu o badania okazów muzealnych Praschag i inni potwierdzili wcześniejsze spostrzeżenia i przywrócili dla gatunku z południa zasięgu starą nazwę Batagur affinis.
OpisKarapaks (grzbietowa część pancerza) jest gładki i płaski. Ochronne ubarwienie ułatwia ukrywanie się wśród wodnych roślin. Wszystkie krótkie kończyny mają palce spięte błoną pławną i duże, silne pazury. Duże, okrągłe oczy są osadzone po bokach niewielkiej i wąskiej głowy, mają żółte tęczówki.
Rozmiarydługość karapaksu samców do 49,0 cm, samic do 60,9 cm.
Masado 30 kg
BiotopKlimat tropikalny, ciepłe wody słodkie i słone.
PokarmRośliny porastające brzegi akwenów i fauna wodna. Ulubiony pokarm to liście i owoce mangrowców.
RozmnażanieDojrzałość płciową batagury osiągają w wieku 25 lat. Okres godowy trwa od października do lutego. Samica wychodzi z wody, aby poszukać odpowiedniego miejsca do złożenia 8–30 jaj. Po okresie inkubacji trwającym 80 dni wykluwają się młode.
OchronaBatagur słodkowodny jest uznawany przez Międzynarodową Unię Ochrony Przyrody za gatunek krytycznie zagrożony wyginięciem.
Gatunek Batagur baska wymieniony jest w aneksie A Rozporządzenia Rady (WE) Nr 338/97 w sprawie handlu dzikimi zwierzętami oraz w załączniku I konwencji CITES.